# Тајфун Хаијан
Тајфун Хаијан (енгл. Typhoon Haiyan) је тропски циклон који је погодио подручје Тихог океана, тачније острвске државе Палау, Микронезија и Филипини. Максимална брзина коју је достигао износи 379 км/ч, са притиском од 895 милибара.